# Oude Chinese tempel van Johor Bahru
De Oude Chinese tempel van Johor Bahru is een taoïstische tempel in Maleisië. De tempel wordt door inwoners van Johor Bahru Oude tempel (古廟) genoemd. Het ligt in Johor Bahru, Jalan Trus, en wordt omringd door wolkenkrabbers. De tempel is een van de oudste gebouwen van Johor Bahru en staat symbool voor de eenheid van de vijf Chinese dialecten die in dit gebied wordt gesproken. Chinese Maleisiërs hier spreken Chaozhouhua, Minnanyu, Standaardkantonees, Nanyang-Hakka en Hainanhua.
In 2007 kwam de tempel voor in de documentaireserie My Roots in de aflevering "Grand March with the Deities".

## De vijf geëerde goden
De tempel eert vijf daoïstische goden en deze staan symbool voor iedere Chinese dialect die in Johor Bahru wordt gesproken.
- Yuantianshangdi (玄天上帝)/Da Lao Ye(大老爷), de god waaraan de tempel gewijd is
- Hongxiandadi (洪仙大帝)/Hong Xian Gong(洪仙公)
- Gantiandadi (感天大帝)
- Huaguangdadi (华光大帝)
- Zhaodayuanshui (赵大元帅)